# طريق النصر العالمي
طريق النصر العالمي (بالإنجليزية: World Victory Road)‏ هي منظمة يابانية قديمة للفنون القتالية المختلطة قامت بتنظيم بطولة سينجوكو رايدن في اليابان.